# 1 Scorpii
1 Scorpii (b Scorpii) é uma estrela na direção da Scorpius. Possui uma ascensão reta de 15h 50m 58.75s e uma declinação de −25° 45′ 04.4″. Sua magnitude aparente é igual a 4.63. Considerando sua distância de 522 anos-luz em relação à Terra, sua magnitude absoluta é igual a −1.39. Pertence à classe espectral B1.5Vn.